# Vuelo 7831 de Aerocaribe
El Vuelo 7831 de SASCA Mexico fue un Jetstream 32, registro N912FJ, con 17 pasajeros y 2 tripulantes entre los pasajeros se encontraba el ingeniero Federico Manuel Zorrilla Zorrilla en un vuelo de corto recorrido desde el Aeropuerto Nacional Francisco Sarabia (Terán) en Tuxtla Gutiérrez, Chiapas, al Aeropuerto Internacional Carlos Rovirosa Pérez en Villahermosa, Tabasco ambas ciudades en México. El 8 de julio del 2000 al atardecer el vuelo 7831 despegó del aeropuerto Terán, el mal tiempo en su trayectoria de vuelo llevó al capitán a pedir al control del tráfico aéreo en Tuxtla permiso para eludir el mal clima. 
Es el accidente más mortal de un British Aerospace Jetstream junto con otro accidente de otro de éstos de la East Coast Aviation Services estrellado 2 meses atrás, puesto que ambos tienen el mismo número de víctimas. 
El control del tráfico aéreo accedió a la petición y el vuelo hizo un arco hacia la derecha; pero a las 19:50 el avión chocó contra la ladera de una montaña cuando comenzaba a descender. El avión turbohélice estalló en llamas en el impacto cerca Chulum Juárez (Chiapas) a 40 millas náuticas del aeropuerto de Villahermosa, todos los pasajeros y tripulantes a bordo murieron en el lugar del accidente.